# Almog Cohen (político)
Almog Cohen (en hebreo: אלמוג כהן; Beerseba, 12 de enero de 1988) es un político israelí de extrema derecha, ex oficial de policía y fundador de la milicia de la ciudad de Beerseba en la región de Néguev. Se ha desempeñado como miembro de la Knéset por Otzmá Yehudit desde 2022.

## Primeros años y educación
Cohen nació en Beerseba y vive en Ofakim. Cohen se graduó de la ieshivá Afiki Eretz de Bnei Akiva en Ofakim. Su abuelo, el rabino Eliyahu Hadad, era rabino en Túnez. Durante su estancia en las Fuerzas de Defensa de Israel (FDI), sirvió en la Unidad de Inteligencia Target.

## Carrera política
Cohen se convirtió en coordinador regional de Otzma Yehudit y adquirió el apodo de «el sheriff» dentro del partido debido a sus antecedentes policiales y milicianos. Antes de las elecciones legislativas israelíes de 2022 , ocupó el séptimo lugar en la lista encabezada por Otzma Yehudit y el Partido Sionista Religioso. Fue elegido diputado con éxito después de que la lista obtuviera 14 escaños.
Tras su elección a la Knéset en 2022, Cohen sugirió en una entrevista que el entonces primer ministro saliente, Yair Lapid, merecía ser encarcelado. En una entrevista televisada, afirmó que «en un país adecuado, [Lapid] estaría tras las rejas».
Poco después de asumir el cargo, Cohen introdujo una legislación en la Knéset para prohibir a las ONG recibir donaciones de organizaciones financiadas por países que no reconocen la soberanía de Israel. Cohen ha respaldado una prohibición general del uso de TikTok en Jerusalén Este, calificando a la plataforma como «una loca zona de incitación que está creando el próximo terrorista».
En febrero de 2023, Cohen se enfrentó a manifestantes en una manifestación en la Universidad de Tel Aviv, donde un grupo de estudiantes realizó una protesta en oposición a la reciente redada del ejército en Jenin. Durante el enfrentamiento, Cohen intentó arrancarle una bandera palestina a uno de los manifestantes. Cohen copatrocinó una legislación en 2023 para hacer que enarbolar una bandera enemiga sea un delito penal castigado con un año de cárcel, que incluiría exhibir la bandera palestina.

## Opiniones políticas
Cohen ha sido descrito como un político de extrema derecha por The New York Times. Antes de su elección a la Knéset, expresó varias opiniones extremistas en las redes sociales. En una publicación eliminada, Cohen pidió a los soldados y policías que mataran, en lugar de arrestar, a los sospechosos palestinos, y llamó a «lavar las calles de Gaza con sangre».

### Palestina
Cohen se ha referido a las aldeas palestinas de Cisjordania como «aldeas palestinazi» y acusó a los palestinos de hacer apología al nazismo. En 2023, Cohen afirmó que «los palestinos están participando en el nazismo, en el asesinato de judíos. Allí hay una cultura nazi». Si bien Cohen admitió que no cree que todos los palestinos sean nazis, alegó que la plataforma de redes sociales TikTok se estaba utilizando para difundir la ideología nazi entre los palestinos. Sugiere matar a los palestinos en el Ramadán.

### Política exterior
En 2022, Cohen expresó su apoyo a la invasión rusa de Ucrania, y criticó duramente al presidente estadounidense Joe Biden después de que caracterizó al gobierno actual como «extremo», alegando que Biden no estaba informado sobre Israel.

### Derechos LGBT
En publicaciones eliminadas desde entonces, Cohen expresó una fuerte oposición a los desfiles del orgullo gay, afirmando que «el desfile del orgullo gay es un desfile completamente animal de fiesta sexual desenfrenada y desenfrenada mientras se acosa a niños y menores». Añadió que considera que las marchas del orgullo gay son «un espectáculo impactante de porno duro y enfermizo».